# بولييفاتس
بولييفاتس (Бољевац) هي مدينة في مقاطعة وسط صربيا في صربيا.